# Hinterste Erlinsburg
Die Hinterste Erlinsburg ist eine Ruine bei Oensingen (Schweiz) und eine der vier Erlinsburgen auf der Lehnflue, einem Felsen zwischen den Kantonen Bern und Solothurn. Die Anlage wurde 1999 entdeckt, hat eine ungefähre Fläche von 15 × 4,5 Metern und liegt auf einem Felskopf. Es handelt sich sehr wahrscheinlich um die Überreste eines Holz- oder Fachwerkbaus mit gemauertem Sockel. Das Gebäude war vermutlich Teil der Burganlage der südwestlich gelegenen hinteren Erlinsburg. Das Gebäude wurde im 11./12. Jahrhundert erbaut und bereits gegen Ende des 12. Jahrhunderts wieder aufgegeben.